# عبد الإله الزهراني
عبد الإله الزهراني (مواليد 21 يوليو 1986) هو لاعب كرة قدم سعودي لعب سابقاً في نادي الأنصار .

## وصلات خارجية
- عبد الإله الزهراني